# Medalha da Defesa Nacional
A Medalha da Defesa Nacional é uma medalha militar portuguesa criada a 27 de Dezembro de 2002, em 4 classes, destina-se a galardoar os militares e civis, nacionais ou estrangeiros, que, no âmbito técnico-profissional, revelem elevada competência, extraordinário desempenho e relevantes qualidades pessoais, contribuindo significativamente para a eficiência, prestígio e cumprimento da missão do Ministério da Defesa Nacional.
Foi a última das cinco medalhas privativas a ser criadas, para premiar serviços em prol do Ministério da Defesa Nacional. Veio após as 3 medalhas privativas dos ramos, criadas em 1985, e da medalha privativa do Estado Maior General das Forças Armadas, a Cruz de São Jorge, criada 2 anos antes.

## Classes
O seguinte critério de atribuição aplica-se à concessão da medalha:
- 1.ª Classe (MPDN) - oficial general e capitão-de-mar-e-guerra ou coronel
- 2.ª Classe (MSDN) - capitão-de-fragata ou tenente-coronel e capitão-tenente ou major
- 3.ª Classe (MTDN) - outros oficiais e sargento-mor
- 4.ª Classe (MQDN) - outros sargentos e praças